# 노동 빈곤층
노동 빈곤층(勞動貧困層) 또는 워킹 푸어(영어: working poor) 혹은 때때로 근로 빈곤층(勤勞貧困層)은 정규직 또는 비정규직에 상관없이 풀타임으로 일을 해도 빈곤을 벗어날 수 없는 개인이나 가족을 말한다. 임금차별, 복지차별, 고용불안으로 고통받는 비정규직들은 물론 임금과 복지가 열악한 영세사업장에서 일하는 정규직 노동자도 워킹 푸어이다.
1990년대 들어 전 세계 노동자의 20% 정도가 공식적인 빈곤선 이하의 임금을 받고 일하고 있으며, 경제적 상황은 고용되어 있지만 여전히 빈곤한계선 이하의 생활을 유지하고 있는 사회계층을 부르는 말로, 노동 빈민이라고도 한다.
‘노동시장참여=일정소득생활자, 노동시장불참=빈곤자’의 이분화 된 일반적인 인식과 달리, 노동시장의 불안정성과 노동형태의 변화로 인해 많은 일을 하면서도 여전히 빈곤한 사람들과 가족들을 뜻한다.
서구사회에서는 구조적인 문제로 등장했으며, 노동시장의 불안정성과 노동형태 변화로 인해, 1997년 이후 대한민국에도 노동빈민계층이 급증하기 시작했다.
소득은 있지만 주택문제로 인해 빈곤한 사람들을 가리키는 유사 용어들도 있다.
- 주택보유 빈곤층(house poor, 하우스푸어)[1]: 자산가치의 상승을 기대하고 과도한 채무를 동원하여 집을 마련하였으나 부동산 경기가 침체되면서 대출이자를 감당하기 어려워 가난하게 살아가는 사람
- 주택임대 빈곤층(rent poor, 렌트푸어): 주택 임대비용을 감당하는 데 소득의 상당액을 지출해야 해 저축 여력이 없는 사람[2]

## 같이 보기
- 근로장려세제
- 비정규직
- 88만 원 세대
- 최저임금
- 생활임금
- 맥잡(McJob)
- 패러사이트 싱글
- 저출산
- 비자발적 독신
- 노동운동
- 노동조합
- 아웃소싱
- 프리터
- 기본소득
- 빈곤 산업(en:Poverty industry, 빈곤 비즈니스)
- 무상 노동
- 자발적 노예